# Csemegebaraboly
A csemegebaraboly (Chaerophyllum bulbosum) a zellerfélék családjába tartozó, Eurázsiában honos, gyomtársulásokban növő, ehető növényfaj. Népi elnevezései: bobályka, bösövény, buboicska, buburicska, födi pityóka, turbolya, bóbiska, trombujka, gusbót, mihálka, mihóka, pisojka, turbolyka.

## Megjelenése
A csemegebaraboly 80-120 cm magas, lágyszárú, egy- vagy kétéves növény. Gyökere répaszerűen megvastagodott, tövén 1-3 cm átmérőjű gömbölyű gumóval. Szára egyenes, a felső részén elágazó; felületén kisebb vörösbarna foltokkal, az első részén merev, ritkás szőrökkel. Váltakozó állású, háromszögletű levelei háromszorosan vagy négyszeresen szárnyaltak, a feljebb elhelyezkedő levelek szálasak, a levélgerinc fonákán elálló szőrök találhatóak. 
Virágzata összetett ernyő, melyen a gallérkák kopaszak. Az elsődleges ernyőn nincsenek fellevelek, a másodlagos ernyőkön 3-5 (-7) különböző méretű, keskeny tojásdad, hosszúkásan csúcsos fellevél található. A virág fehér, kicsi (átmérője 6 mm-nél kisebb), a külső szirmok gyakran nagyobbak. Csészelevele nincs. A porzók száma öt, a két bibe fuzionált.  
Termése 4-6 mm hosszú, kissé keskenyedő, de nem csőrös végű ikerkaszat, melynek a hátán, éretten alig kitapintható, lapos bordák helyezkednek el. 

### Hasonló fajok
Az erősen mérgező foltos bürökkel téveszthető össze, amelynek szára és levélfonákja kopasz, szára erősebben foltos, karógyökere nem gumós. A bürök termése gömbölyű, felületén erősen kiálló, kemény, hullámos élű bordákkal. A bürök kellemetlen, egérvizelet szagú, a csemegebaraboly fűszeres illatú.

## Elterjedése
Eurázsiában őshonos, a Pireneusoktól a Kaukázusig és Nyugat-Szibériáig. Magyarországon országszerte elterjedt faj. 

## Életmódja
Útmenti és ártéri gyomtársulások, erdőszélek, parlagok, vasúti töltések, bolygatott élőhelyek lakója. 

## Jelentősége
Gumója ehető, nyersen és főzve is. Leveleiből saláta készíthető. Felhasználása csak gyakorlott növényismerőnek ajánlott, mert könnyen összetéveszthető a mérgező foltos bürökkel. 
A csemegebaraboly gyűjtéséről, fogyasztásáról a 16. század végétől vannak adatok. Főként a gyerekek ették a gumóját, ritkábban a levelét. Tavasszal szedték "amíg az ég meg nem zendül". A 19. század vége felé népszerűsége visszaesett, a 20. század közepére pedig kiszorult az étrendből. A népi gyógyászatban skorbut és hasmenés tüneteinek enyhítésére, fekélyek borogatására alkalmazták. A középkor folyamán Kelet- és Közép-Európában termesztették is. Rogerius mester a tatárjárás idején írt beszámolójában az elpusztított falvak kertjeinek növényei között a barabolyt is említi. 18. századi források szerint a piacokon is árulták. A 19. század közepétől művelése szórványos, a 20. század közepre teljesen felhagytak vele. A 16. századtól kezdve szerepel magyar nyelvű szakácskönyvekben, főként az erdélyi gasztronómiában.

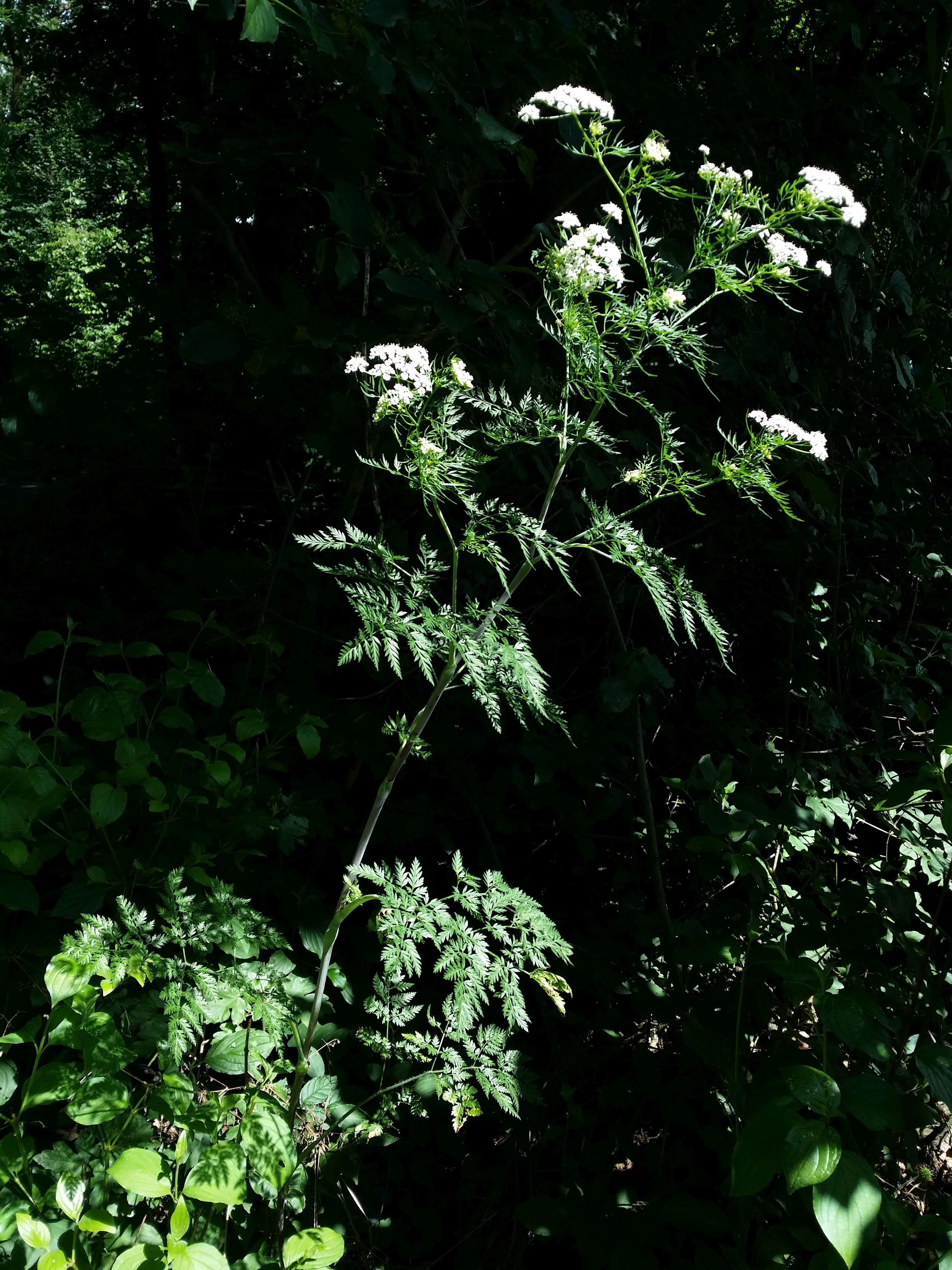
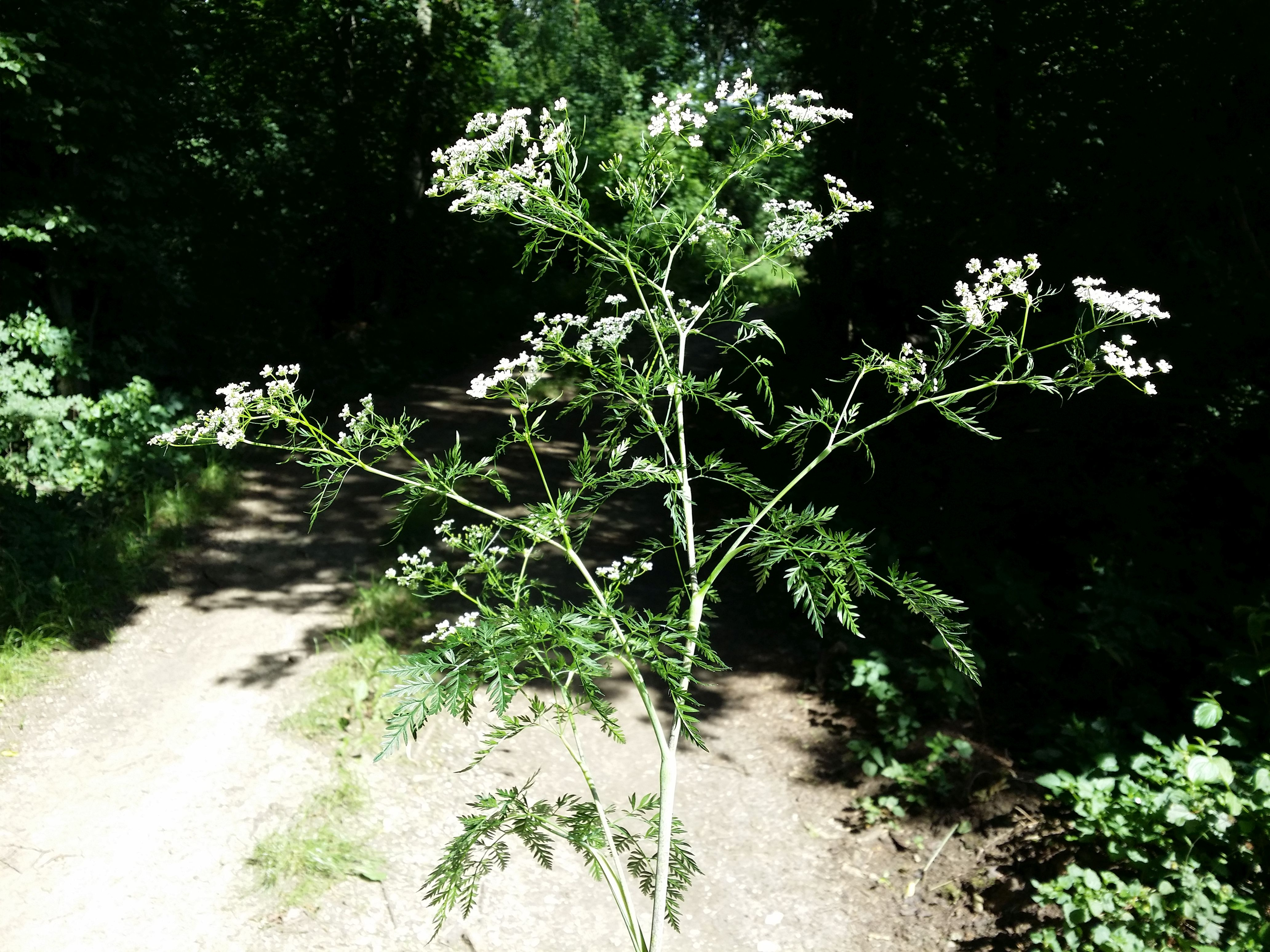
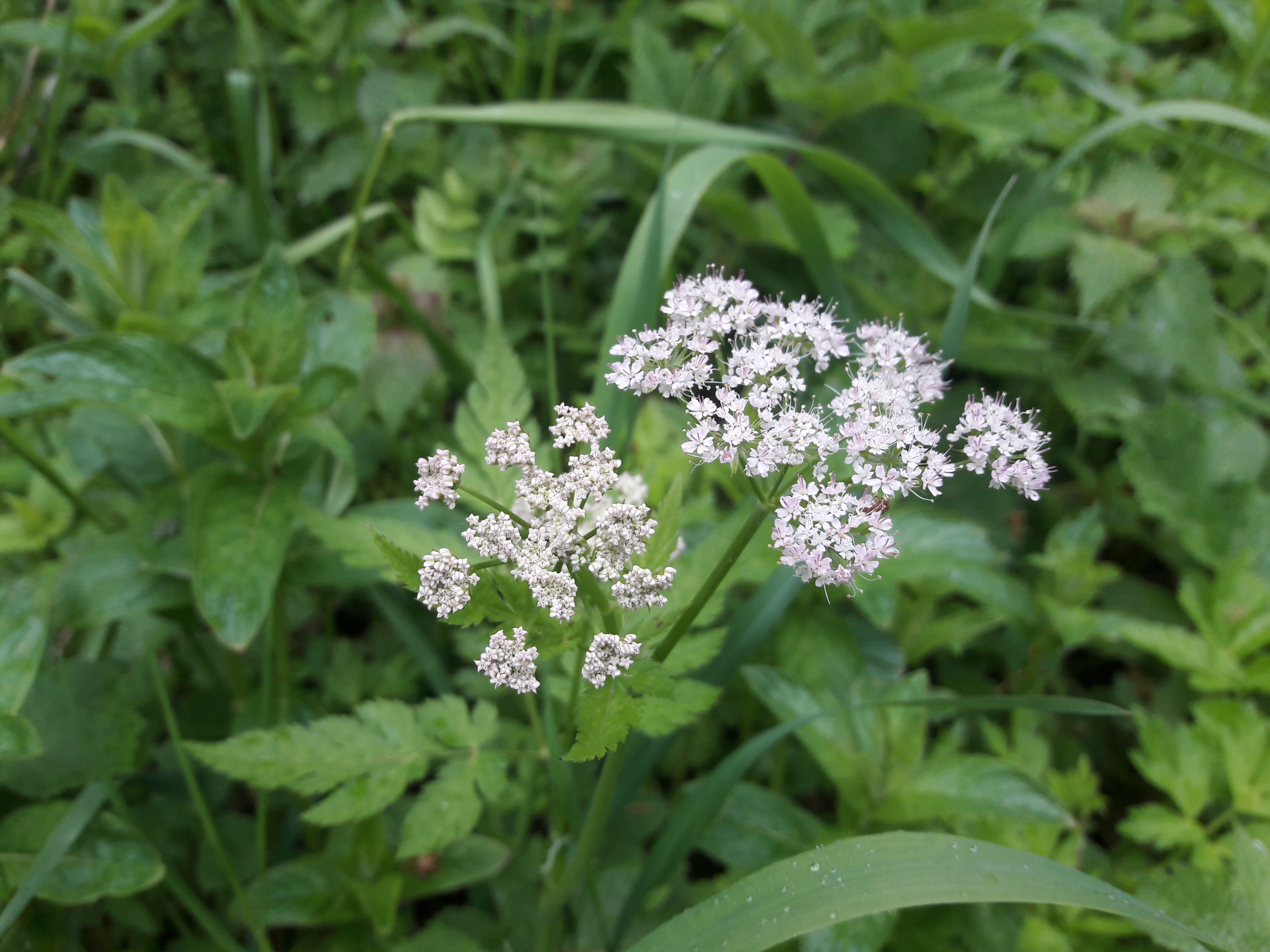
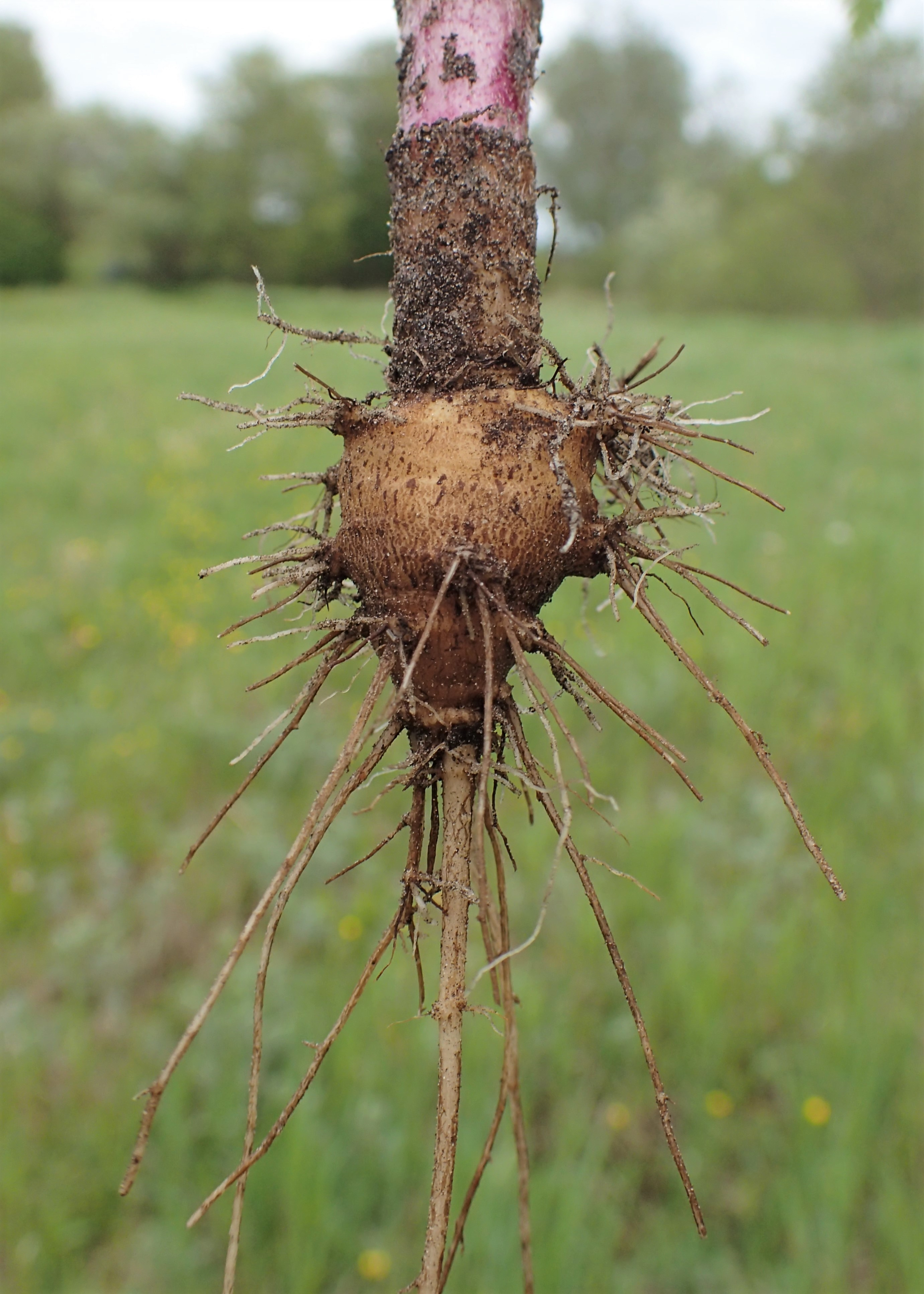
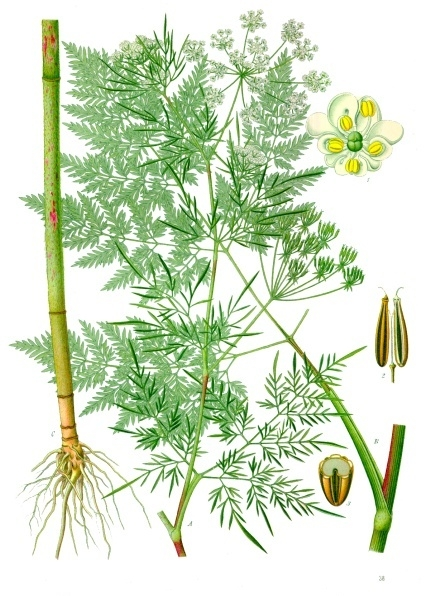